# 이쓰키촌
이쓰키촌(일본어: 五木村)은 일본 구마모토현 남부에 있는 구마군의 촌이다. "이쓰키 자장가"의 발상지이다.

## 지리

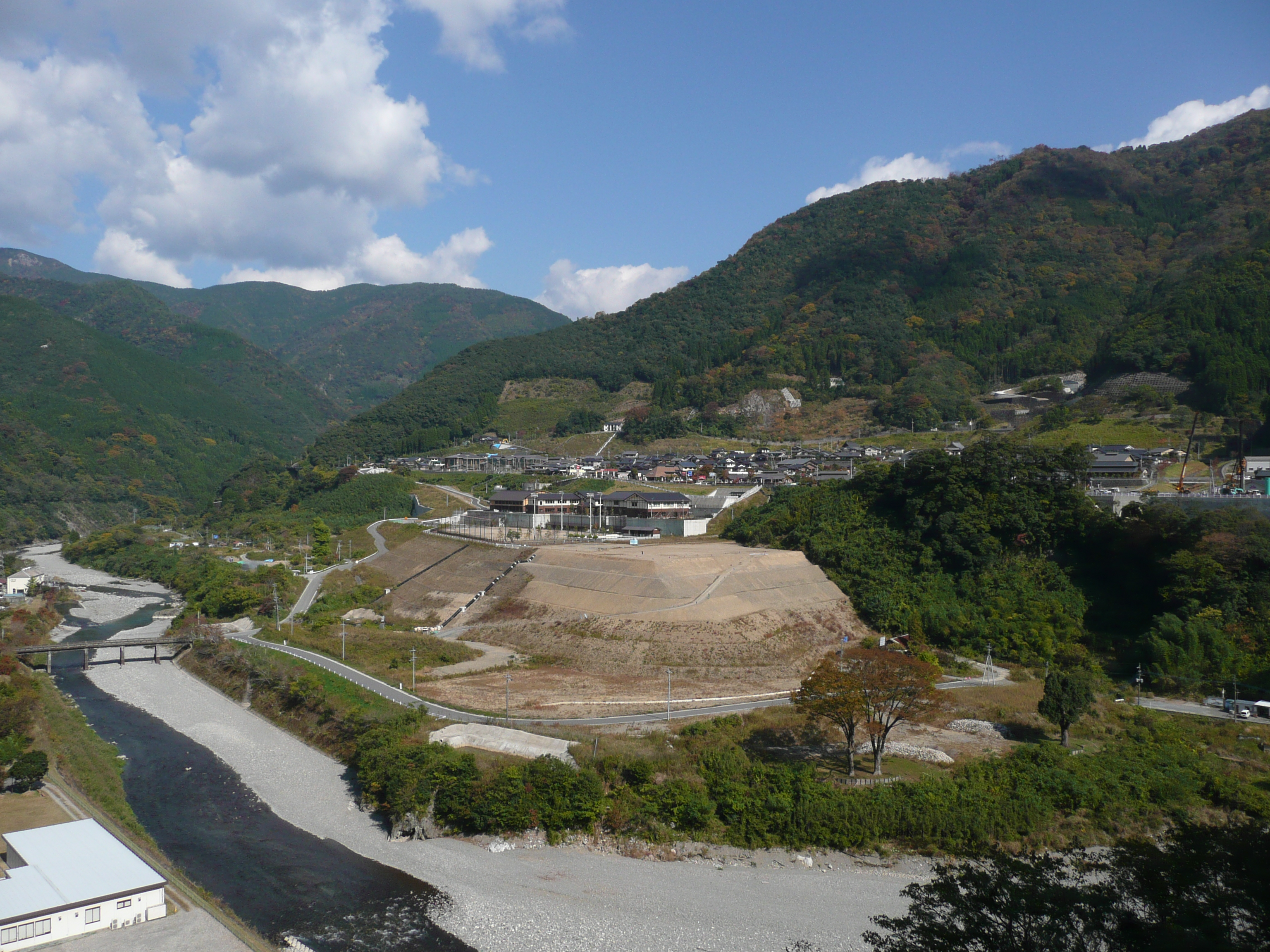
이쓰키촌의 한 취락

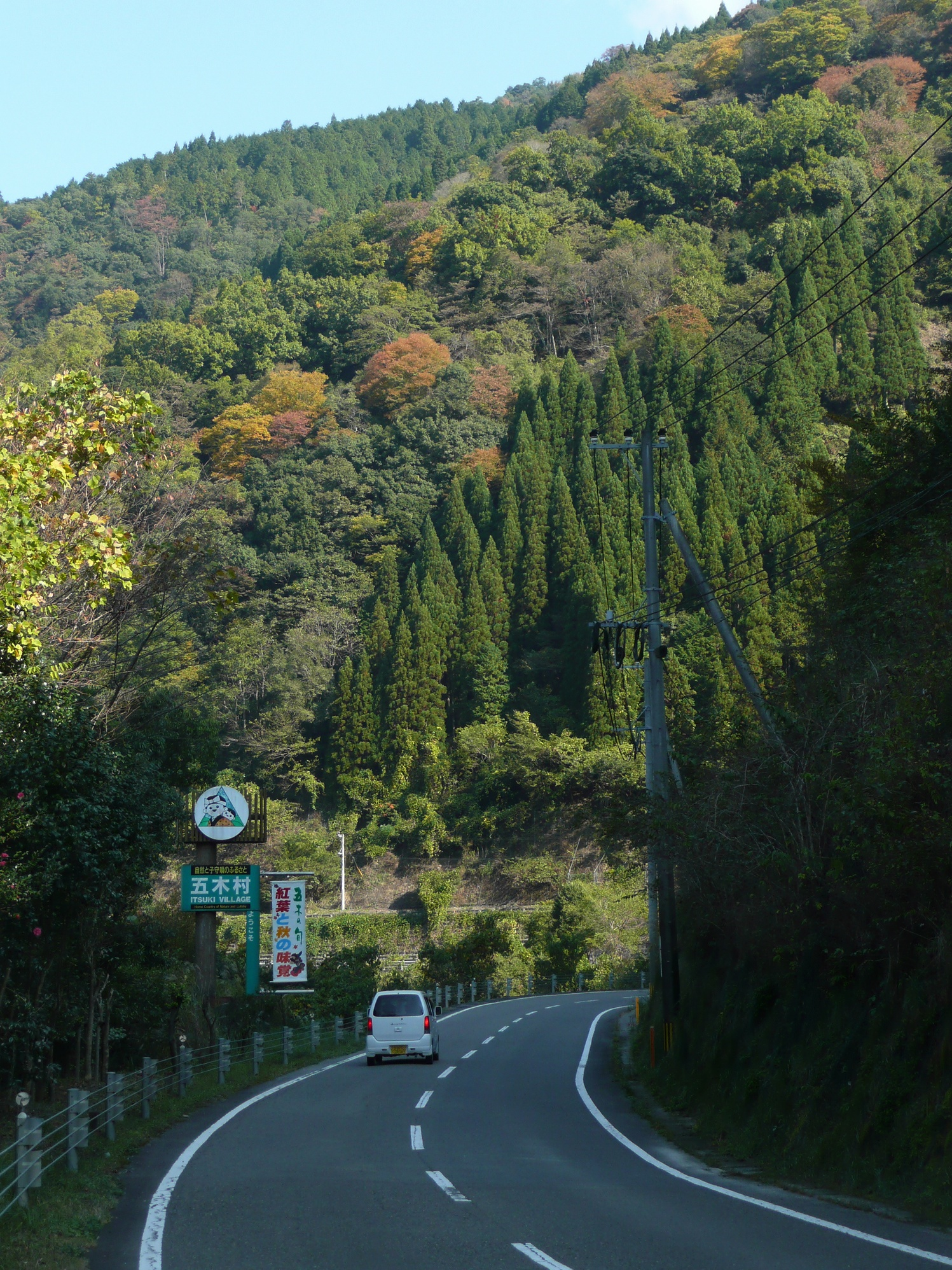
국도 445호선

규슈 산지의 일부를 이루고 있어 대부분이 산지이다.

## 인접한 자치체
- 야쓰시로시
- 구마군 다라기정·야마에촌·사가라촌·미즈카미촌

## 역사
- 1889년 4월 1일 - 이쓰키촌이 성립하였다.

## 교통

### 도로
- 국도 445호선